# Convolvulus phrygius
Convolvulus phrygius är en vindeväxtart som beskrevs av Joseph Friedrich Nicolaus Bornmüller. Convolvulus phrygius ingår i släktet vindor, och familjen vindeväxter. Inga underarter finns listade i Catalogue of Life.